# 铌酸银
铌酸银是一种无机化合物，化学式为AgNbO3。它可由氧化银和五氧化二铌在高温反应制得，或可由氧化银、五氧化二铌和氟化氢铵在水热条件下反应得到。它在高压下可以发生相变。